# Cheshmeh Ādīneh
Cheshmeh Ādīneh (persiska: چشمه آدينه) är en ort i Iran.   Den ligger i provinsen Kurdistan, i den nordvästra delen av landet, 300 km väster om huvudstaden Teheran. Cheshmeh Ādīneh ligger 1 873 meter över havet och antalet invånare är 424.
Terrängen runt Cheshmeh Ādīneh är huvudsakligen kuperad, men åt sydost är den platt.Runt Cheshmeh Ādīneh är det ganska glesbefolkat, med 28 invånare per kvadratkilometer. Närmaste större samhälle är Gūgarchīnak, 18,2 km nordost om Cheshmeh Ādīneh. Trakten runt Cheshmeh Ādīneh består i huvudsak av gräsmarker.